# Verdienstmedaille der DDR
| Verdienstmedaille der DDR |
| ------------------------- |
|                           |

Die Verdienstmedaille der DDR war eine staatliche Auszeichnung  der Deutschen Demokratischen Republik (DDR), welche in Form einer tragbaren Medaille verliehen wurde. Sie lag in der Rangfolge der staatlichen Auszeichnungen der DDR auf Rang 14.

## Geschichte
Die Medaille wurde am 4. Juni 1959 in einer Stufe vom Ministerrat der DDR gestiftet und von seinem Vorsitzenden verliehen. Ihre Verleihung konnte an alle Bürger der DDR erfolgen, die sich durch besondere Leistungen und treue Pflichterfüllung beim Aufbau des Sozialismus sowie bei der Stärkung und Festigung der DDR ausgezeichnet hatten, insbesondere hier hervorragende Erfüllungen aus Arbeitsrechtsverhältnissen.
Dies betraf aber auch umfassende gesellschaftliche Aktivitäten und ferner Verdienste in der internationalen Zusammenarbeit mit der DDR, was bedeutete, dass die Medaille auch an ausländische Staatsangehörige sozialistischer Bruderstaaten verliehen werden konnte. Die Medaille wurde in der Regel nur einmal verliehen. Zur Medaille gehörten eine Urkunde und eine Prämie von 1000 Mark der DDR. Der Vorsitzende des Ministerrats nahm die Verleihung anlässlich des „Kampftags der Arbeiterklasse“ (1. Mai) und des Tags der Republik (7. Oktober) vor. Er konnte die Überreichung auch delegieren. Nähere Einzelheiten, wie die Planung und Finanzierung der Prämien, das Vorschlagsrecht und -verfahren, die Aufschlüsselung der zu verleihenden Medaillen auf die Bereiche und Bezirke regelte eine Ordnung.

## Aussehen und Trageweise
Die versilberte Medaille mit einem Durchmesser von 33 Millimeter zeigt auf ihrem Avers drei waagerechte Felder, die schwarz-rot-gold emailliert und mit einem 3 Millimeter schmalen silbernen Lorbeerkranz abgegrenzt sind. Mittig der Medaille liegt das silberne Staatswappen der DDR, welches von einem dünnen silbernen Ring umschlossen wird und sich so von den emaillierten Flächen abhebt. Das Revers der Medaille zeigt die halbkreisförmige Umschrift: VERDIENSTMEDAILLE und mittig die erhaben geprägte vierzeilige Inschrift: DER / DEUTSCHEN / DEMOKRATISCHEN / REPUBLIK. Getragen wurde die Medaille an einer 24 × 11 Millimeter großen Spange an der linken oberen Brustseite. In das rote Ordensband sind beidseitig 7,5 Millimeter breite schwarz-rot-goldene senkrechte Streifen eingewebt, die den Saum des Bandes bilden, wobei die Farbe schwarz stets außen steht. Die Interimsspange ist von gleicher Beschaffenheit, zeigt aber mittig die 10 Millimeter durchmessende aufgesetzte Miniatur des Avers der Medaille als Auflage.

## Bekannte Träger (Auswahl)
Wilhelm Knapp